# Sportclub Preußen 06 Münster 2010-2011
Questa voce raccoglie le informazioni riguardanti lo Sportclub Preußen 06 Münster nelle competizioni ufficiali della stagione 2010-2011.

## Stagione
Nella stagione 2010-2011 il Preussen Münster, allenato da Marc Fascher, concluse il campionato di Regionalliga ovest al 1º posto e fu promosso in 3. Liga. In Coppa di Germania il Preussen Münster fu eliminato al primo turno dal Wolfsburg.

## Rosa
| N. |                     | Ruolo | Calciatore           |
| -- | ------------------- | ----- | -------------------- |
| 1  | Germania (bandiera) | P     | David Buchholz       |
| 2  | Germania (bandiera) | D     | David Fall           |
| 3  | Germania (bandiera) | D     | Max Mümken           |
| 4  | Turchia (bandiera)  | D     | Orhan Özkara         |
| 5  | Germania (bandiera) | D     | Patrick Kirsch       |
| 6  | Germania (bandiera) | C     | Jürgen Duah          |
| 7  | Germania (bandiera) | C     | Hüzeyfe Dogan        |
| 8  | Germania (bandiera) | C     | Stefan Kühne         |
| 9  | Malawi (bandiera)   | A     | Daniel Chitsulo      |
| 10 | Turchia (bandiera)  | C     | Mehmet Kara          |
| 11 | Canada (bandiera)   | C     | Jonathan Bourgault   |
| 14 | Germania (bandiera) | C     | Julian Loose         |
| 15 | Germania (bandiera) | C     | Konstantin Möllering |

| N. |                     | Ruolo | Calciatore        |
| -- | ------------------- | ----- | ----------------- |
| 16 | Germania (bandiera) | C     | Julian Westermann |
| 17 | Francia (bandiera)  | D     | Clément Halet     |
| 18 | Germania (bandiera) | C     | Rico Schmider     |
| 19 | Senegal (bandiera)  | A     | Babacar N'Diaye   |
| 20 | Germania (bandiera) | A     | Wojciech Pollok   |
| 21 | Germania (bandiera) | C     | Oliver Glöden     |
| 22 | Germania (bandiera) | D     | Patrick Huckle    |
| 23 | Italia (bandiera)   | C     | Massimo Ornatelli |
| 24 | Germania (bandiera) | D     | Dominique Ndjeng  |
| 25 | Germania (bandiera) | A     | Marc Lorenz       |
| 33 | Germania (bandiera) | P     | Manuel Lenz       |
| 80 | Turchia (bandiera)  | A     | Sercan Güvenışık  |

## Organigramma societario
Area tecnica
- Allenatore: Marc Fascher
- Allenatore in seconda: Ingo Schlösser
- Preparatore dei portieri:
- Preparatori atletici:
- Analisi video:

## Calciomercato

### Sessione estiva
| Acquisti | Acquisti           | Acquisti          | Acquisti |
| R.       | Nome               | da                | Modalità |
| -------- | ------------------ | ----------------- | -------- |
| C        | Jonathan Bourgault | St. Pauli         |          |
| A        | Daniel Chitsulo    | Rot-Weiss Essen   |          |
| C        | Hüzeyfe Dogan      | Union Berlino     |          |
| C        | Jürgen Duah        | Bochum II         |          |
| C        | Oliver Glöden      | VfL Sassenberg    |          |
| D        | Clément Halet      | Aalen             |          |
| D        | Patrick Huckle     | Waldhof Mannheim  |          |
| D        | Patrick Kirsch     | Wacker Burghausen |          |
| C        | Stefan Kühne       | Carl Zeiss Jena   |          |
| P        | Manuel Lenz        | LR Ahlen          |          |
| A        | Babacar N'Diaye    | Havelse           |          |
| C        | Rico Schmider      | Karlsruhe U19     |          |

| Cessioni | Cessioni                 | Cessioni                | Cessioni |
| R.       | Nome                     | a                       | Modalità |
| -------- | ------------------------ | ----------------------- | -------- |
| A        | Jérôme Assauer           | Wuppertal               |          |
| C        | Marvin Bakalorz          | Borussia Dortmund II    |          |
| D        | Guerino Capretti         | Verl                    |          |
| A        | Enes Demir               | Alemannia Aquisgrana II |          |
| A        | Michael Erzen            | Westfalia Herne         |          |
| D        | Jens Grembowietz         | Hessen Kassel           |          |
| C        | Ivica Ivičević           | Verl                    |          |
| C        | David Lauretta           | Verl                    |          |
| D        | Arthur Matlik            | Hombrucher SV           |          |
| D        | Harry Pufal              | MTV Gifhorn             |          |
| P        | Daniel Riemer            | Fortuna Colonia         |          |
| A        | Timo Scherping           | F. Düsseldorf II        |          |
| P        | Kieran Schulze-Marmeling | 1. FC Gievenbeck        |          |
| D        | Jens Wissing             | Borussia M'gladbach     |          |

## Risultati

### Regionalliga

#### Girone di andata
| Arbitro: | Metzen |

|           |           |              |
| Weikl 48’ | Marcatori | 7’ Güvenışık |

| Arbitro: | Weickenmeier |

|  |           |              |
|  | Marcatori | 45’ Gombarek |

| Arbitro: | Trautmann |

|                                   |           |                 |
| Halet 2’ N'Diaye 2’ Ornatelli 63’ | Marcatori | 15’ Patschinski |

| Arbitro: | Ehlers |

|  |           |             |
|  | Marcatori | 43’ N'Diaye |

| Arbitro: | Waschitzki-Günther |

|  |           |                             |
|  | Marcatori | 28’ Stiepermann 86’ Ginczek |

| Arbitro: | Schmitz |

|                     |           |                    |
| Buchholz 86’ (aut.) | Marcatori | 39’, 73’ Güvenışık |

| Arbitro: | Schüller |

|                            |           |               |
| Güvenışık 45’ Chitsulo 83’ | Marcatori | 88’ Engelmann |

| Arbitro: | Stegemann |

|            |           |               |
| Pourié 42’ | Marcatori | 27’ Ornatelli |

| Arbitro: | Hofmann |

|                       |           |                   |
| Kara 61’ Chitsulo 63’ | Marcatori | 47’, 55’ Azaouagh |

| Arbitro: | Helwig |

|  |           |                        |
|  | Marcatori | 32’ Kara 70’ Bourgault |

| Arbitro: | Hinrichs |

|                        |           |  |
| Chitsulo 17’ Dogan 36’ | Marcatori |  |

| Arbitro: | Völk |

|  |           |                        |
|  | Marcatori | 72’ Kirsch 83’ N'Diaye |

| Arbitro: | Bärmann |

|              |           |  |
| Chitsulo 58’ | Marcatori |  |

| Arbitro: | Kampka |

|            |           |  |
| Schaaf 35’ | Marcatori |  |

| Arbitro: | Brauer |

|                                |           |  |
| Güvenışık 22’, 45’ N'Diaye 88’ | Marcatori |  |

| Arbitro: | Jablonski |

|           |           |                               |
| Röber 85’ | Marcatori | 63’ Dogan 90’ (aut.) Capretti |

| Arbitro: | Metzen |

|                           |           |              |
| Ornatelli 10’ N'Diaye 30’ | Marcatori | 45’ Micanski |

#### Girone di ritorno
| Arbitro: | Siebert |

|                             |           |                                |
| Güvenışık 65’ Ornatelli 87’ | Marcatori | 21’ Kastrati 60’ (rig.) M.Holt |

| Arbitro: | Günsch |

|  |           |           |
|  | Marcatori | 20’ Kühne |

| Arbitro: | Hartmann |

|           |           |            |
| Çınar 21’ | Marcatori | 13’ Ndjeng |

| Arbitro: | Athanassiadis |

|                           |           |  |
| Kühne 62’ (rig.) Kara 80’ | Marcatori |  |

| Arbitro: | Helwig |

|                   |           |            |
| Tallec 37’ (rig.) | Marcatori | 83’ Ndjeng |

| Arbitro: | Riehl |

|                  |           |              |
| N'Diaye 76’, 78’ | Marcatori | 73’ Grimaldi |

| Arbitro: | Bandurski |

|             |           |  |
| Willers 49’ | Marcatori |  |

| Arbitro: | Ehlers |

|                                    |           |  |
| N'Diaye 4’ Chitsulo 70’ Kirsch 75’ | Marcatori |  |

| Arbitro: | Schmickartz |

|             |           |                        |
| Prokoph 75’ | Marcatori | 51’ Kirsch 68’ N'Diaye |

| Arbitro: | Willenborg |

|                              |           |  |
| Pollok 19’, 43’ Chitsulo 33’ | Marcatori |  |

| Arbitro: | Kampka |

|  |           |                     |
|  | Marcatori | 63’ Glöden 88’ Kara |

| Arbitro: | Wijnen |

|                         |           |  |
| Ornatelli 19’, 42’, 64’ | Marcatori |  |

| Arbitro: | Jöllenbeck |

|  |           |                      |
|  | Marcatori | 59’ Kühne 61’ Pollok |

| Arbitro: | Unger |

|                                      |           |  |
| Pollok 34’ Kühne 58’ Kara 78’ (rig.) | Marcatori |  |

| Arbitro: | Schüller |

|  |           |                                    |
|  | Marcatori | 12’ Pollok 68’ Ornatelli 88’ Kühne |

| Arbitro: | Schriever |

|  |           |              |
|  | Marcatori | 69’ Schröder |

| Arbitro: | Bartsch |

|                                 |           |  |
| Freyer 5’ Hammann 64’ Saiti 71’ | Marcatori |  |

### Coppa di Germania
| Arbitro: | Gagelmann |

|                  |           |                        |
| Džeko 86’ (aut.) | Marcatori | 80’ Cícero 88’ Grafite |

## Statistiche

### Statistiche di squadra
| Competizione       | Punti | In casa | In casa | In casa | In casa | In casa | In casa | In trasferta | In trasferta | In trasferta | In trasferta | In trasferta | In trasferta | Totale | Totale | Totale | Totale | Totale | Totale | DR  |
| Competizione       | Punti | G       | V       | N       | P       | Gf      | Gs      | G            | V            | N            | P            | Gf           | Gs           | G      | V      | N      | P      | Gf     | Gs     | DR  |
| ------------------ | ----- | ------- | ------- | ------- | ------- | ------- | ------- | ------------ | ------------ | ------------ | ------------ | ------------ | ------------ | ------ | ------ | ------ | ------ | ------ | ------ | --- |
| Regionalliga ovest | 72    | 17      | 12      | 2       | 3       | 33      | 12      | 17           | 10           | 4            | 3            | 23           | 12           | 34     | 22     | 6      | 6      | 56     | 24     | +32 |
| Coppa di Germania  | -     | 1       | 0       | 0       | 1       | 1       | 2       | 0            | 0            | 0            | 0            | 0            | 0            | 1      | 0      | 0      | 1      | 1      | 2      | -1  |
| Totale             | 72    | 18      | 12      | 2       | 4       | 34      | 14      | 17           | 10           | 4            | 3            | 23           | 12           | 35     | 22     | 6      | 7      | 57     | 26     | +31 |

### Andamento in campionato
| Giornata  | 1 | 2  | 3 | 4 | 5 | 6 | 7 | 8 | 9 | 10 | 11 | 12 | 13 | 14 | 15 | 16 | 17 | 18 | 19 | 20 | 21 | 22 | 23 | 24 | 25 | 26 | 27 | 28 | 29 | 30 | 31 | 32 | 33 | 34 |
| --------- | - | -- | - | - | - | - | - | - | - | -- | -- | -- | -- | -- | -- | -- | -- | -- | -- | -- | -- | -- | -- | -- | -- | -- | -- | -- | -- | -- | -- | -- | -- | -- |
| Luogo     | T | C  | C | T | C | T | C | T | C | T  | C  | T  | C  | T  | C  | T  | C  | C  | T  | T  | C  | T  | C  | T  | C  | T  | C  | T  | C  | T  | C  | T  | C  | T  |
| Risultato | N | P  | V | V | P | V | V | N | N | V  | V  | V  | V  | P  | V  | V  | V  | N  | V  | N  | V  | N  | V  | P  | V  | V  | V  | V  | V  | V  | V  | V  | P  | P  |
| Posizione | 5 | 15 | 8 | 2 | 8 | 6 | 5 | 6 | 7 | 5  | 3  | 2  | 2  | 2  | 1  | 1  | 1  | 1  | 1  | 1  | 1  | 1  | 1  | 1  | 1  | 1  | 1  | 1  | 1  | 1  | 1  | 1  | 1  | 1  |

Legenda:

Luogo: C = Casa; T = Trasferta. Risultato: V = Vittoria; N = Pareggio; P = Sconfitta.

### Statistiche dei giocatori
| Giocatore     | Regionalliga ovest | Regionalliga ovest | Regionalliga ovest | Regionalliga ovest | Coppa di Germania | Coppa di Germania | Coppa di Germania | Coppa di Germania | Totale   | Totale | Totale      | Totale     |
| Giocatore     | Presenze           | Reti               | Ammonizioni        | Espulsioni         | Presenze          | Reti              | Ammonizioni       | Espulsioni        | Presenze | Reti   | Ammonizioni | Espulsioni |
| ------------- | ------------------ | ------------------ | ------------------ | ------------------ | ----------------- | ----------------- | ----------------- | ----------------- | -------- | ------ | ----------- | ---------- |
| J. Bourgault  | 25                 | 1                  | 6                  | 0                  | 1                 | 0                 | 0                 | 0                 | 26       | 1      | 6           | 0          |
| D. Buchholz   | 27                 | 0                  | 1                  | 0                  | 0                 | 0                 | 0                 | 0                 | 27       | 0      | 1           | 0          |
| D. Chitsulo   | 29                 | 6                  | 4                  | 0                  | 1                 | 0                 | 0                 | 0                 | 30       | 6      | 4           | 0          |
| H. Dogan      | 18                 | 2                  | 4                  | 0                  | 0                 | 0                 | 0                 | 0                 | 18       | 2      | 4           | 0          |
| J. Duah       | 29                 | 0                  | 7                  | 0                  | 1                 | 0                 | 0                 | 0                 | 30       | 0      | 7           | 0          |
| D. Fall       | 0                  | 0                  | 0                  | 0                  | 0                 | 0                 | 0                 | 0                 | 0        | 0      | 0           | 0          |
| O. Glöden     | 19                 | 1                  | 1                  | 0                  | 0                 | 0                 | 0                 | 0                 | 19       | 1      | 1           | 0          |
| S. Güvenışık  | 25                 | 7                  | 4                  | 1                  | 1                 | 0                 | 0                 | 0                 | 26       | 7      | 4           | 1          |
| C. Halet      | 19                 | 1                  | 2                  | 0                  | 1                 | 0                 | 0                 | 0                 | 20       | 1      | 2           | 0          |
| P. Huckle     | 31                 | 0                  | 3                  | 0                  | 1                 | 0                 | 0                 | 0                 | 32       | 0      | 3           | 0          |
| M. Kara       | 32                 | 5                  | 3                  | 0                  | 1                 | 0                 | 0                 | 0                 | 33       | 5      | 3           | 0          |
| P. Kirsch     | 33                 | 3                  | 6                  | 0                  | 1                 | 0                 | 0                 | 0                 | 34       | 3      | 6           | 0          |
| S. Kühne      | 31                 | 5                  | 8                  | 0                  | 1                 | 0                 | 0                 | 0                 | 32       | 5      | 8           | 0          |
| M. Lenz       | 7                  | 0                  | 0                  | 0                  | 1                 | 0                 | 0                 | 0                 | 8        | 0      | 0           | 0          |
| J. Loose      | 15                 | 0                  | 3                  | 0                  | 1                 | 0                 | 0                 | 0                 | 16       | 0      | 3           | 0          |
| M. Lorenz     | 22                 | 0                  | 2                  | 0                  | 1                 | 0                 | 0                 | 0                 | 23       | 0      | 2           | 0          |
| K. Möllering  | 6                  | 0                  | 0                  | 1                  | 0                 | 0                 | 0                 | 0                 | 6        | 0      | 0           | 1          |
| M. Mümken     | 1                  | 0                  | 0                  | 0                  | 0                 | 0                 | 0                 | 0                 | 1        | 0      | 0           | 0          |
| B. N'Diaye    | 20                 | 9                  | 0                  | 0                  | 1                 | 0                 | 0                 | 0                 | 21       | 9      | 0           | 0          |
| D. Ndjeng     | 20                 | 2                  | 2                  | 0                  | 0                 | 0                 | 0                 | 0                 | 20       | 2      | 2           | 0          |
| M. Ornatelli  | 28                 | 8                  | 2                  | 0                  | 0                 | 0                 | 0                 | 0                 | 28       | 8      | 2           | 0          |
| W. Pollok     | 16                 | 5                  | 2                  | 0                  | 0                 | 0                 | 0                 | 0                 | 16       | 5      | 2           | 0          |
| R. Schmider   | 3                  | 0                  | 0                  | 0                  | 0                 | 0                 | 0                 | 0                 | 3        | 0      | 0           | 0          |
| J. Westermann | 17                 | 0                  | 1                  | 0                  | 0                 | 0                 | 0                 | 0                 | 17       | 0      | 1           | 0          |
| O. Özkara     | 0                  | 0                  | 0                  | 0                  | 0                 | 0                 | 0                 | 0                 | 0        | 0      | 0           | 0          |